# Fernando Echevarría
Fernando Echevarría Ferreira (Cabezón de la Sal, 26 de febrero de 1929-Oporto, 4 de octubre de 2021) fue un poeta portugués.

## Biografía
Hijo de padre portugués y madre española. A los dos años, sus padres se trasladaron a Portugal, afincándose en Grijó, Vila Nova de Gaia. Estudió Humanidades en Portugal y Filosofía y Teología en España, sin acabar los estudios. Se dedicó a la docencia. Se exilió en París.
Desde mediados de los años 60 residió en Oporto.

## Obras
- Entre dois anjos (1956).
- Tréguas para o amor (1958).
- Sobre as horas (1963).
- Ritmo real (1971).
- A base e o timbre (1974).
- Introdução à filosofia (1981).
- Fenomenologia (1984).
- Figuras (1987).
- Uso da penumbra (1995).
- Geórgicas (1998).
- Introdução à poesia (2001).
- Epifanías (2007).
- Obra inacabada (2007).

En España, la editorial Celya publicó Aquí, ahora (2002). ISBN 84-95700-19-0, edición bilingüe castellano-portuguesa.

## Premios
- Gran Premio de Poesía del Pen Club (1981 e 1998), por Introdução à filosofía.
- Gran Premio de Poesía Inasset (1987), por Figuras.
- Gran Premio de Poesía da Associação Portuguesa de Escritores (1991), por Sobre os mortos.
- Premio de Eça de Queiroz (1995).
- Premio de Poesía António Ramos Rosa (1998).
- Premio Luís Miguel Nava (1999)
- Premio Padre Manuel Antunes (2005) del Secretariado Nacional de la Pastoral de la Cultura.
- Premio D. Dinis (2007).
- Premio Sophia de Mello Breyner Andresen (2007) por toda su trayectoria poética compilada en Obra Inacabada.
- Condecorado por el presidente de la República Portuguesa con la Orden del Infante D. Henrique.